# يورايا هيب
يورايا هيب (بالإنكليزية Uriah Heep) فرقة روك إنكليزية بارزة تأسست عام 1969 وخلال خمسين سنة، أصدر الفريق ما لا يقل عن 25 ألبوما وباعوا أكثر من أربعين مليون ألبوما، وهم يقومون بحفلات موسيقية في أماكن تحوي عشرات الألوف من المستمعين. ومن أهم أغانيهم المشهورة Lady in Black وEasy Livin' وThe Wizard وغيرها.

## الألبومات
- Very 'Eavy ...Very 'Umble 1970
- Salisbury 1971
- Look at Yourself 1971
- Demons and Wizards 1972
- The Magician's Birthday 1972
- Sweet Freedom 1973
- Wonderworld 1974
- Return to Fantasy 1975
- High and Mighty 1976
- Firefly 1977
- Innocent Victim 1977
- Fallen Angel 1978
- Conquest 1980
- Abominog 1982
- Head First 1983
- Equator 1985
- Raging Silence 1989
- Different World 1991
- Sea of Light 1995
- Sonic Origami 1998
- Wake the Sleeper 2008
- Celebration – Forty Years of Rock 2009
- Into the Wild 2011
- Outsider 2014
- Living the Dream 2018

## وصلات خارجية
- يورايا هيب على موقع IMDb (الإنجليزية)
- يورايا هيب على موقع ميوزك برينز (الإنجليزية)
- يورايا هيب على موقع أول ميوزيك (الإنجليزية)
- يورايا هيب على موقع ديسكوغز (الإنجليزية)

- الموقع الرسمي